# Gibran
Gibran (en arabe : جبران), et ses variantes Gebran, ou Jibran, est un prénom et nom de famille arabe, porté notamment par :

## Personnalités portant ce prénom
- Gibran Khalil Gibran, 1883–1931, poète libanais.
- Pour l'ensemble des articles sur les personnes portant ce prénom, consulter :
  - la liste des articles dont le titre commence par ce prénom
  - les listes produites par Wikidata : Liste des personnes de prénom « Gibran » — même liste en incluant les éventuels prénoms composés qui contiennent « Gibran ».